# Элко (индейская колония)
Элко (англ. Elko Colony) — индейская колония западных шошонов, расположенная в северо-восточной части штата Невада, США.

## История
Индейская колония Элко — одна из четырёх отдельных резерваций, которыми управляет племя те-моак, другими являются Батл-Маунтин, Саут-Форк и Уэлс. Представители Центральной Тихоокеанской железной дороги основали город Элко в 1868 году. Многие семьи западных шошонов начали разбивать лагеря поблизости и работать на шахтах и железных дорогах. В 1917 году была создана индейская резервация Элко недалеко от одноимённого города.
250 западных шошонов были ещё раз насильственно переселены, прежде чем в 1931 году получили свой нынешний участок земли. Поскольку Элко остаётся крупнейшим городом на северо-востоке Невады, многие шошоны продолжают мигрировать туда для работы на железной дороге и в горнодобывающей промышленности. В последние годы многие группы западных шошонов подали многочисленные иски против правительства США в попытке вернуть традиционные земли, которые в настоящее время классифицируются как федеральные государственные земли. Решения по нескольким из этих дел всё ещё находятся на рассмотрении. 

## География
Колония находится в юго-западной части округа Элко и полностью расположена на территории города Элко. Она состоит из трёх несмежных участков. Общая площадь резервации составляет 0,781 км². Штаб-квартира племени находится в городе Элко.

## Демография
По данным федеральной переписи населения 2010 года, в колонии проживало 736 человек. Согласно федеральной переписи населения 2020 года в колонии проживало 723 человека, насчитывалось 272 домашних хозяйств и 282 жилых дома. Средний возраст, проживающих в колонии, составлял 42,8 лет. Средний доход на одно домашнее хозяйство в индейской колонии составлял 43 500 долларов США. Около 22,7 % всего населения находились за чертой бедности, в том числе 17,2 % тех, кому ещё не исполнилось 18 лет, и 45,6 % старше 65 лет.
Расовый состав распределился следующим образом: белые — 43 чел., афроамериканцы — 0 чел., коренные американцы (индейцы США) — 613 чел., азиаты — 0 чел., океанийцы — 2 чел., представители других рас — 26 чел., представители двух или более рас — 39 человек; испаноязычные или латиноамериканцы любой расы составили 111 человек. Плотность населения составляла 925,7 чел./км².

## Комментарии
1. ↑  В состав резервации входит часть населённого пункта.